# Список кратерів на Місяці
- Місяць: 1624 кратера(ів) (30.0%)
- Марс: 1092 кратера(ів) (20.2%)
- Венера: 900 кратера(ів) (16.6%)
- Меркурій: 397 кратера(ів) (7.3%)
- Земля: 182 кратера(ів) (3.4%)
- Ганімед: 131 кратера(ів) (2.4%)
- Каллісто: 131 кратера(ів) (2.4%)
- Рея: 128 кратера(ів) (2.4%)
- Церера: 115 кратера(ів) (2.1%)
- 4 Веста: 90 кратера(ів) (1.7%)
- Діона: 73 кратера(ів) (1.3%)
- Япет: 58 кратера(ів) (1.1%)
- Енцелад: 53 кратера(ів) (1.0%)
- Тетіс: 50 кратера(ів) (0.9%)
- Європа: 41 кратера(ів) (0.8%)
- 433 Ерос: 37 кратера(ів) (0.7%)
- Мімас: 35 кратера(ів) (0.6%)
- 951 Гаспра: 31 кратера(ів) (0.6%)
- Феба: 24 кратера(ів) (0.4%)
- 2867 Штейнс: 23 кратера(ів) (0.4%)
- 243 Іда: 21 кратера(ів) (0.4%)
- 21 Лютеція: 19 кратера(ів) (0.4%)
- Арієль: 17 кратера(ів) (0.3%)
- Плутон: 17 кратера(ів) (0.3%)
- Фобос: 17 кратера(ів) (0.3%)
- Харон: 16 кратера(ів) (0.3%)
- Титанія: 15 кратера(ів) (0.3%)
- Умбрієль: 13 кратера(ів) (0.2%)
- 25143 Ітокава: 10 кратера(ів) (0.2%)
- Тритон: 9 кратера(ів) (0.2%)
- Оберон: 9 кратера(ів) (0.2%)
- Міранда: 7 кратера(ів) (0.1%)
- Титан: 4 кратера(ів) (0.1%)
- Янус: 4 кратера(ів) (0.1%)
- Гіперіон: 4 кратера(ів) (0.1%)
- Пак: 3 кратера(ів) (0.1%)
- Дактиль: 2 кратера(ів) (0.0%)
- Амальтея: 2 кратера(ів) (0.0%)
- Деймос: 2 кратера(ів) (0.0%)
- Епіметей: 2 кратера(ів) (0.0%)
- Протей: 1 кратера(ів) (0.0%)
- Теба: 1 кратера(ів) (0.0%)

Список кратерів на Місяці містить дані про кратери на поверхні Місяця. Переважною більшістю вони ударні. Номенклатуру кратерів регулює Міжнародний астрономічний союз (МАС). У цей перелік включено структури, які мають назву, затверджену МАС. 

## Кратери
Місячні кратери перераховано за алфавітом у таких підрозділах.
| А Б В Г Д Е Є Ж З І Й К Л М Н О П Р С Т У Ф Х Ц Ч Ш Ю Я |

Кратери Місяця діаметром понад 200 кілометрів:
| Кратер       | Латинська назва | Діаметр | Епонім                                   | Рік затвердження МАС |
| ------------ | --------------- | ------- | ---------------------------------------- | -------------------- |
| Аполлон      | Apollo          | 524 км  | Космічна програма «Аполлон»              | 1970                 |
| Байї         | Bailly          | 301 км  | Жан-Сільвен Байї (1736–1793)             | 1935                 |
| Белькович    | Belʹkovich      | 215 км  | Ігор Белькович (1904–1949)               | 1964                 |
| Біркгофф     | Birkhoff        | 330 км  | Джордж Девід Біркгоф (1884–1944)         | 1970                 |
| Ван де Грааф | Van de Graaff   | 240 км  | Роберт Джемісон Ван-де-Грааф (1901–1967) | 1970                 |
| Гагарін      | Gagarin         | 262 км  | Юрій Гагарін (1934–1968)                 | 1970                 |
| Галуа        | Galois          | 232 км  | Еварист Галуа (1811–1832)                | 1970                 |
| Гаркебі      | Harkhebi        | 337 км  | Гаркебі (IV століття до н. е.)           | 1979                 |
| Герцшпрунг   | Hertzsprung     | 536 км  | Ейнар Герцшпрунг (1873–1967)             | 1970                 |
| д'Аламбер    | d'Alembert      | 234 км  | Жан Лерон д'Аламбер (1717–1783)          | 1970                 |
| Деландр      | Deslandres      | 227 км  | Анрі-Александр Деландр (1853–1948)       | 1948                 |
| Жансен       | Janssen         | 201 км  | П'єр Жуль Сезар Жансен (1824–1907)       | 1935                 |
| Кемпбелл     | Campbell        | 222 км  | Вільям Воллес Кемпбелл (1862–1938)       | 1970                 |
| Кемпбелл     | Campbell        | 222 км  | Леон Кемпбелл (1881–1951)                | 1970                 |
| Клавій       | Clavius         | 231 км  | Христофор Клавій (1537–1612)             | 1935                 |
| Корольов     | Korolev         | 423 км  | Сергій Корольов (1907–1966)              | 1970                 |
| Ландау       | Landau          | 218 км  | Лев Ландау (1908–1968)                   | 1970                 |
| Лейбніц      | Leibnitz        | 237 км  | Ґотфрід Вільгельм Лейбніц (1646–1716)    | 1970                 |
| Лоренц       | Lorentz         | 378 км  | Гендрік Антон Лоренц (1853–1928)         | 1970                 |
| Менделєєв    | Mendeleev       | 325 км  | Дмитро Менделєєв (1834–1907)             | 1961                 |
| Мілн         | Milne           | 260 км  | Едвард Артур Мілн (1896–1950)            | 1970                 |
| Оппенгеймер  | Oppenheimer     | 201 км  | Роберт Оппенгеймер (1904–1967)           | 1970                 |
| Пастер       | Pasteur         | 233 км  | Луї Пастер (1822–1895)                   | 1961                 |
| Планк        | Planck          | 319 км  | Макс Планк (1858–1947)                   | 1970                 |
| Почобут      | Poczobutt       | 212 км  | Мартин Почобут-Одляницький (1728–1810)   | 1979                 |
| Пуанкаре     | Poincaré        | 346 км  | Анрі Пуанкаре (1854–1912)                | 1970                 |
| Фермі        | Fermi           | 241 км  | Енріко Фермі (1901–1954)                 | 1970                 |
| Шварцшильд   | Schwarzschild   | 211 км  | Карл Шварцшильд (1873–1916)              | 1970                 |
| Шіккард      | Schickard       | 212 км  | Вільгельм Шиккард (1592–1635)            | 1935                 |
| Шредінгер    | Schrödinger     | 316 км  | Ервін Шредінгер (1887–1961)              | 1970                 |